# Rivolta Femminile
Rivolta Femminile es el nombre de un grupo feminista italiano creado en 1970 por la escritora y crítica de arte Carla Lonzi, la pintora Carla Accardi y periodista y activista Elvira Banotti. Está considerado como uno de los primeros grupos feministas de Italia. El documento base de su fundación fue el Manifiesto Rivolta Feminista lanzado en Roma en julio de 1970, año en el que Carla Lonzi también fundó en Milán la Editorial "Scritti di Rivolta Femminile" que publicó los escritos del grupo.

## Contexto histórico
En 1946 las mujeres italianas pudieron votar por primera vez.  A principios de los años 50 el partido con más mujeres en sus filas era la Democracia Cristiana: 253 000 mujeres estaban afiliadas. Le seguía de cerca el Partido Comunista Italiano, con 240 000 inscritas, y de lejos, el Partido Socialista, con 40 000 afiliadas. Los orígenes del movimiento feminista en Italia tienen como precedentes grupos como el DACAPO (Donne contro (Donne contro l’autoritarismo patriarcale) fundado por Daniela Pellegrini en 1964 que en 1965 pasó a denominarse  DEMAU (Demistificazione Autoritarismo Patriarcale), el primer grupo feminista de Italia, o la UDI (Unión Donne Italiane) que luchaban por los derechos de las mujeres. La UDI llegó a tener en 1982 210.000 mujeres inscritas entre comunistas, socialistas y católicas. Luchaban a favor de la emancipación de la mujer y la paridad. Entre los avances logrados: la disposición sobre igualdad salarial (1956), el cierre de burdeles (1958), la abolición de la norma que preveía el despido de la mujer en caso de matrimonio (1963).
En los años setenta surgen en toda Italia pero especialmente en el norte y el centro del país numerosos grupos, entre ellos Rivolta Femminile en Roma y Milán (1970), Lotta Femminista en Padua (1971) el Collettivo di via Cherubini (1972) y Anabasi (1970) en Milán, las Nemesiache (1972) en Nápoles, el Movimento Femminista Romano (1971), el Cerchio Spezzato de Trento (1970). La mayoría de estos grupos se sitúan en la corriente del feminismo de la diferencia. Los grupos carecían de esteructura y estatos por lo que el panorama resultaba fragmentado y sin posibilidad de coordinación.A pesar de ello en la década de los setenta se producen importantes avances legales como la ley del divorcio (1970) y el referendum (1974), la reforma del derecho de familia (1975) y la legalización del aborto (1978), aunque algunos de estos grupos feministas eran contrarias a estos cambios por considerarlos poco importantes -como en el caso de la ley del aborto en el que se reivindicaba simplemente la despenalización sin ninguna norma.

## Colectivo Rivolta Femminile
En la primavera de 1970 nace uno de los primeros grupos feministas italianos a partir del encuentro en Roma de tres mujeres: Carla Accardi, Elvira Banotti y Carla Lonzi. En julio del mismo año lanzaron el Manifiesto de Rivolta Femminile planteando las reivindicaciones significando una vanguardia que comprendió desde el principio el carácter indispensable de determinadas prácticas como el separatismo y la autoconciencia. El primero subrayaba el carácter distintivo del Manifiesto: comunicación solo entre mujeres; el segundo se refería a la autonomía obtenida en el ámbito privado y público, a las relaciones entre las mujeres, a la escucha de sus experiencias personales respecto de la vida cotidiana, incluido el ámbito personal e íntimo.

En la primavera del 70, finalmente se produjo el episodio decisivo, el acontecimiento que cambió mi vida: me uní al primer manifiesto de Rivolta Femminile... Al principio tuvimos reuniones muy numerosas, con reuniones también en otras ciudades, que provocaron una muestra tangible y entusiasta de la gran participación que el tema suscitó en la mente de las más diversas mujeres; posteriormente nos dividimos espontáneamente en grupos según las afinidades más urgentes que experiencias individuales previas habían desarrollado en nosotros y según las expectativas que cada uno de nosotros, más o menos conscientemente, tenía en ese momento."  Carla Lonzi  (ML 1982)

Carla Lonzi explica la primera estapa de su toma de conciencia que va desde la primavera de 1970 al invierno de 1972, "estimulada por el descubrimiento de la existencia del feminismo en el mundo y por los encuentros con las mujeres de Rivolta Femminile".
El grupo Rivolta Femminile se mantuvo alejado de los movimientos políticos de izquierda y de los movimientos juveniles en relación directa con el mayo de1968. En muchas ciudades, incluidas Génova, Florencia y Turín, se formaron pequeños grupos de Rivolta Femminile. La suya fue una experiencia original también por el uso constante de la escritura, la importancia que se le atribuye y la consiguiente publicación de textos a través de la fundación de su propia editorial, llamada Rivolta Femminile, una actividad iniciada para garantizar una total autonomía editorial. A medida que avanzaba la actividad feminista, las tres fundadoras tomaron caminos diferentes.
Lonzi publica en 1970 Escupamos sobre Hegel en la que explica la filosofía del pensamiento que reúne al movimiento: 

«Escupamos sobre Hegel» lo he escrito porque me perturbaba constatar que casi la totalidad de las feministas italianas daba más crédito a la lucha de clases y a la cultura marxista que a su propia opresión. Hoy ya no es así, pero es necesario recordar que me refiero a hace cuatro años. Cuando ya ni política, ni filosofía, ni religión gozaban de nuestra fe incondicional, afrontamos el punto central de nuestra interiorización: lo sexual. Durante una campaña para la abolición del delito de aborto me pregunté: ¿Qué es más de esclavas, someterse al aborto clandestino o el hecho de quedar embarazada si no se ha probado el placer, esto es, sólo para satisfacer al varón? ¿Quién nos ha obligado a satisfacerlo a costa nuestra? Nadie. Somos víctimas inconscientes pero voluntarias («Sexualidad femenina y aborto»). Carla Lonzi en Escupamos sobre Heguel y otros escritos.

## Editorial Rivolta Femminile
También en 1970 nació en Milán Scritti di Rivolta Femminile, la primera editorial feminista italiana. Los primeros Escritos de Rivolta Femminile vieron la luz a finales de 1970, con la serie Libretti verdi di Rivolta. Posteriormente el plan editorial se fracturó, dando origen a otra serie, Prototipi. Los primeros textos editados resultantes de la práctica de la autoconciencia, los segundos textos en comparación con la cultura masculina. 

### Folletos verdes de Rivolta
Tamaño de los libros: 17x12 cm con cubierta verde, caracteres en negro y el logo del grupo. 
- 1970, Sputiamo su Hegel de Carla Lonzi. Reediciones: 1974, 1978, 1982 e 2013 (portada de 1970)
- 1971, La donna clitoridea e la donna vaginale de Carla Lonzi. Reediciones: 1974, 1978, 1982 (portada de 1971)
- 1971, Sessualità femminile e aborto
- 1971, Assenza della donna dai momenti celebrativi della manifestazione creativa maschile di Carla Lonzi
- 1972, Superiore e inferiore: conversazioni fra le ragazzine delle Scuole Medie, a cura di Carla Accardi (Copertina)
- 1972, Significato dell'autocoscienza nei gruppi femministi di Carla Lonzi
- 1973, Una ragazza timida di Tuuli Tarina (Copertina)
- 1975, Autocoscienza di Alice Martinelli (Copertina)
- 1975, La strada più lunga di Maria Grazia Chinese. Ristampe: 1976 (Copertina del 1975)
- 1977, È già politica di Maria Grazia Chinese, Carla Lonzi, Marta Lonzi, Anna Jaquinta (Copertina)
- 1978, La presenza dell'uomo nel femminismo di Marta Lonzi, Carla Lonzi, Anna Jaquinta (Copertina)
- 1978, Taci, anzi parla. Diario di una femminista di Carla Lonzi. Ristampe: 2010 (Copertina del 1978)

### Prototipi
- 1980, Vai pure: dialogo con Pietro Consagra di Carla Lonzi. Ristampe: 2011 (Copertina del 1980)
- 1982, L'architetto fuori di sé di Marta Lonzi (Copertina)
- 1985, Scacco ragionato: poesie dal '58 al '63 di Carla Lonzi (Copertina)
- 1990, Vita di Carla Lonzi di Marta Lonzi, Anna Jaquinta
- 1992, Armande sono io!, di Carla Lonzi, pubblicato postumo a cura di Marta Lonzi, Angela De Carlo, Maria Delfino; testo ispirato alla giovane Armande, uno dei personaggi della commedia Le intellettuali di Molière.
- 1998, Diana: una femminista a Buckingham Palace di Marta Lonzi

### En español
Algunos de los textos publicados por la editorial han sido traducidos al español. Es el caso de uno de los textos-manifiesto emblemáticos: Escupamos sobre Hegel con una primera edición en español en 1978 realizado por La Pléyade en Buenos Aires.  
En 2018 Traficantes de Sueños publicó Escupamos sobre Hegel y otros escritos con los textos traducidos al español de varios de los cuadernos: Manifiesto, Escupamos sobre Hegel, Sexualidad femenina y aborto, La mujer clitoriana y la mujer vaginal, Significados de la autoconciencia de los grupos feministas, Ausuencia de la mujer en los momentos exaltadores de las manifestaciones masculinas.